# Càricles d'Atenes
Càricles (en llatí Charicles, en grec antic Χαρικλῆς) fou un demagog atenenc fill d'Apol·lodor que va viure al segle v aC.
Va ser un dels comissionats (Ζητηταί) encarregats d'investigar la mutilació de les estàtues d'Hermes (les Hermai) l'any 415 aC, un atemptat considerat part d'un complot per destruir la democràcia. (Vegeu Hermocòpides).
El 413 aC, segons diu Tucídides, va dirigir una expedició al Peloponès junt amb Demòstenes i va aconseguir establir una posició fortificada a una península a la costa de Lacònia per vigilar a l'enemic.
Cap al 405 aC o abans havia estat desterrat a Decèlia, potser per haver participat en els govern dels Quatre-cents, i el 404 aC, al tornar de l'exili, va ser nomenat un dels Trenta Tirans. Va seguir actuant com a demagog sota el nou govern igual que ho havia estat sota la democràcia. Va ser un dels Trenta que es van retirar a Eleusis quan es va establir el consell dels deu, i allí, segons Xenofont, va morir assassinat a traïció per un dels líders del partit popular, durant les converses per la restauració de la democràcia el 403 aC.